# Терновое (Семилукский район)
Терновое — село в южной части Губарёвского сельского поселения, Семилукского района Воронежской области.

## География
Расположено на правом берегу реки Ведуга, выше по течению село Губарёво.

## Население
| 2010 |
| ---- |
| 113  |

## История
Село основано в конце XVI века под названием Большое Терновое.
В XIX веке село состояло из двух частей: Терновое, расположенное на правом берегу и Терновое-Гудовка на левом берегу реки.
В 1900 году село Терновое имело 395 жителей, 65 дворов, общественное здание, школу, лавку.
В настоящем времени в селе сохранились Свято-Богоявленский храм и усадьба. Церковь находится в северо-восточной части села, построена в 1769 году. Усадьба основана во второй половине XVIII века В. М. и А. С. Лосевыми. После того, как Лосевы покинули это имение, это село перешло во владения Нечаевых. После национализации, в 1923 году там разместилась школа, действовавшая до 2014 года.
В 2010-е на восточной окраине села построен коттеджный посёлок Лесково.